# Järngraven

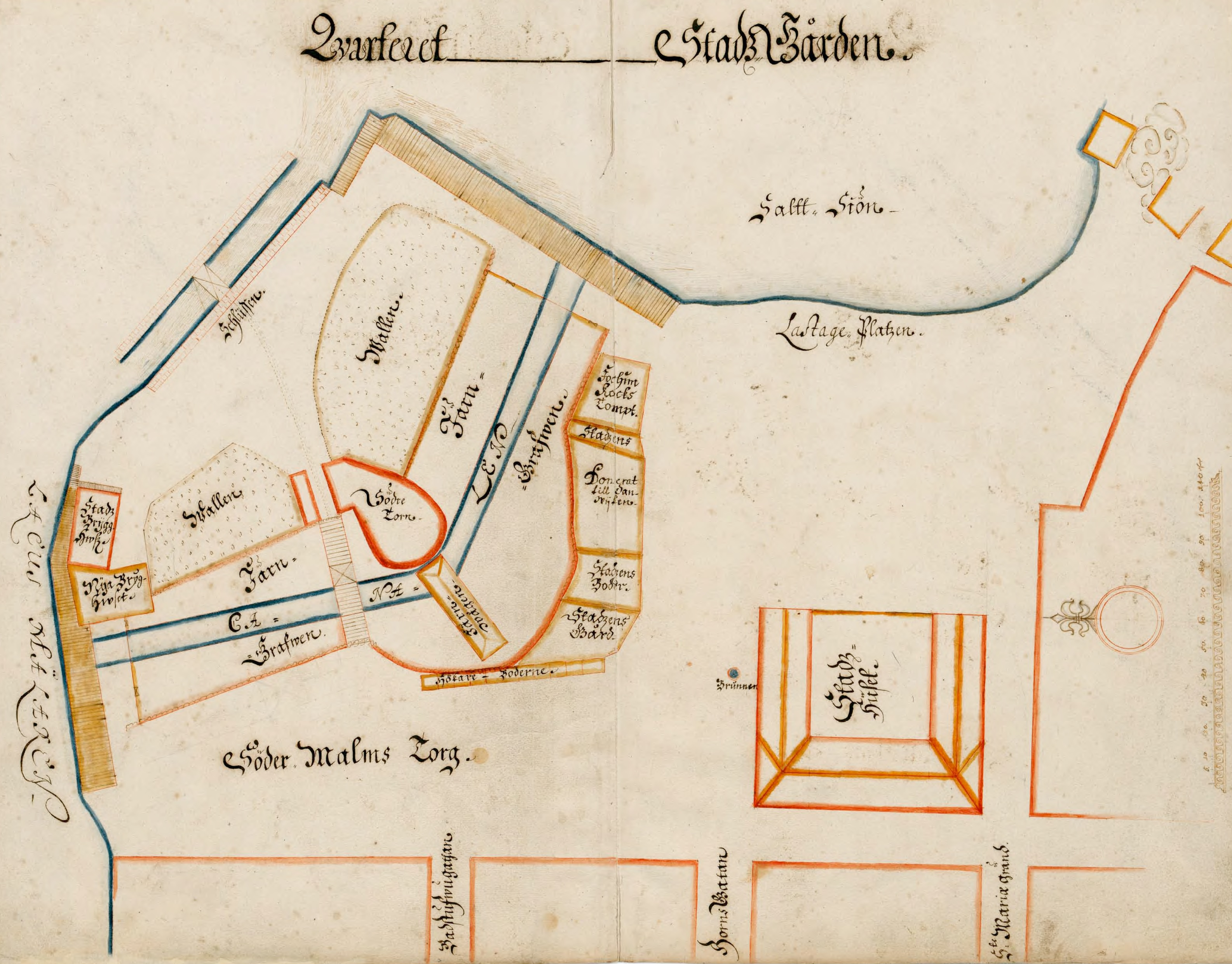
Järngraven ("Järn-Grafwen") i Holms tomtbok, 1674.

Järngraven var mellan 1662 och 1865 ett område för handel med stångjärn vid den tidigare stadsgraven mellan Mälaren och Saltsjön vid Södermalmstorgs norra sida på Södermalm i Stockholm. Under Sveriges stormaktstid gick tidvis cirka 40 procent av världens järnexport över denna plats.
Namnet lever kvar i Norra Järngraven och Södra Järngraven som utgör de öst-västliga gatuförbindelserna i trafikplatsen Slussen, vilkas namn fastställdes 1935.

## Namnet
Namnet Järngraven härrör från den järnhantering som förekom här under 1600- och 1700-talen. Med graven avses den till en början vattenfyllda vallgrav som sedan 1520-talet var en del av Stockholms försvarsanläggning söderut. Den kallades även Stadsgraven ännu vid slutet av 1660-talet. Norr om denna vallgrav stod yttre porttornet Södre Torn och norr om den anlades mellan 1637 och 1642 Stockholms första sluss, Drottning Kristinas sluss. Namnet Järn-Grafwen är skriftligt dokumenterat i Holms tomtbok från 1674.

## Slussar och järnvågar

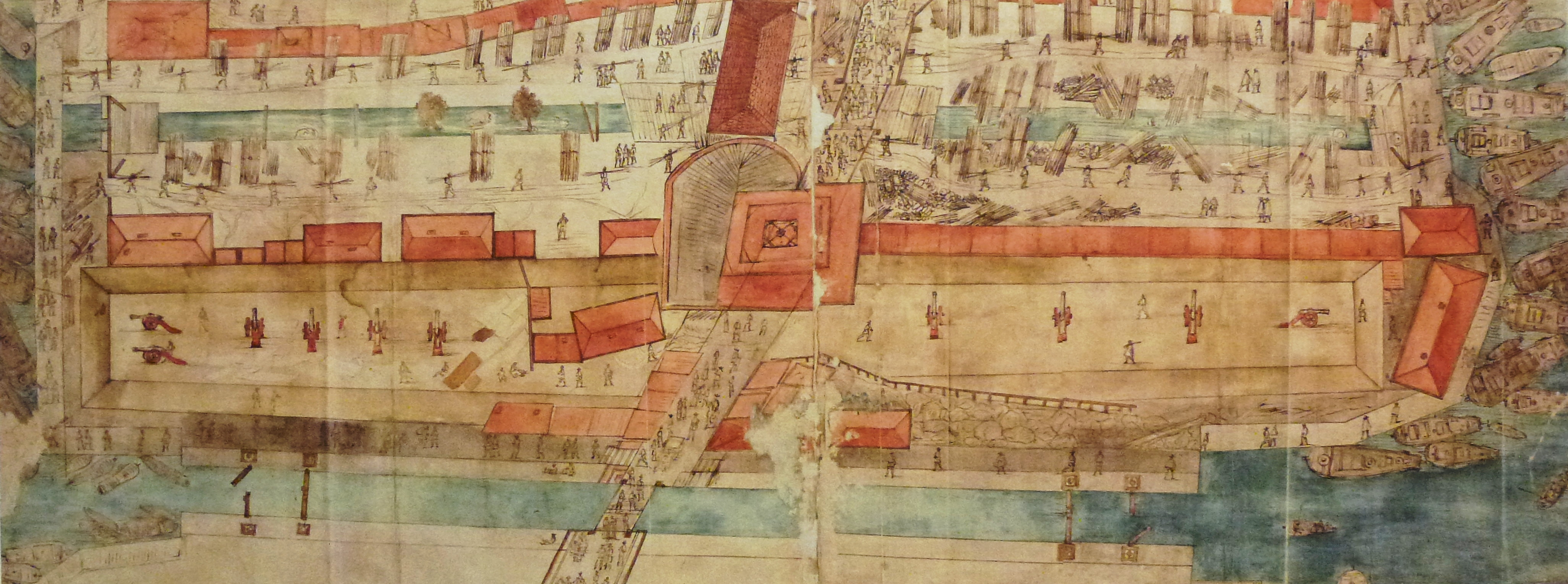
Järngraven på Lorenzo Magalottis illustration från 1674. (Norr är nedåt).

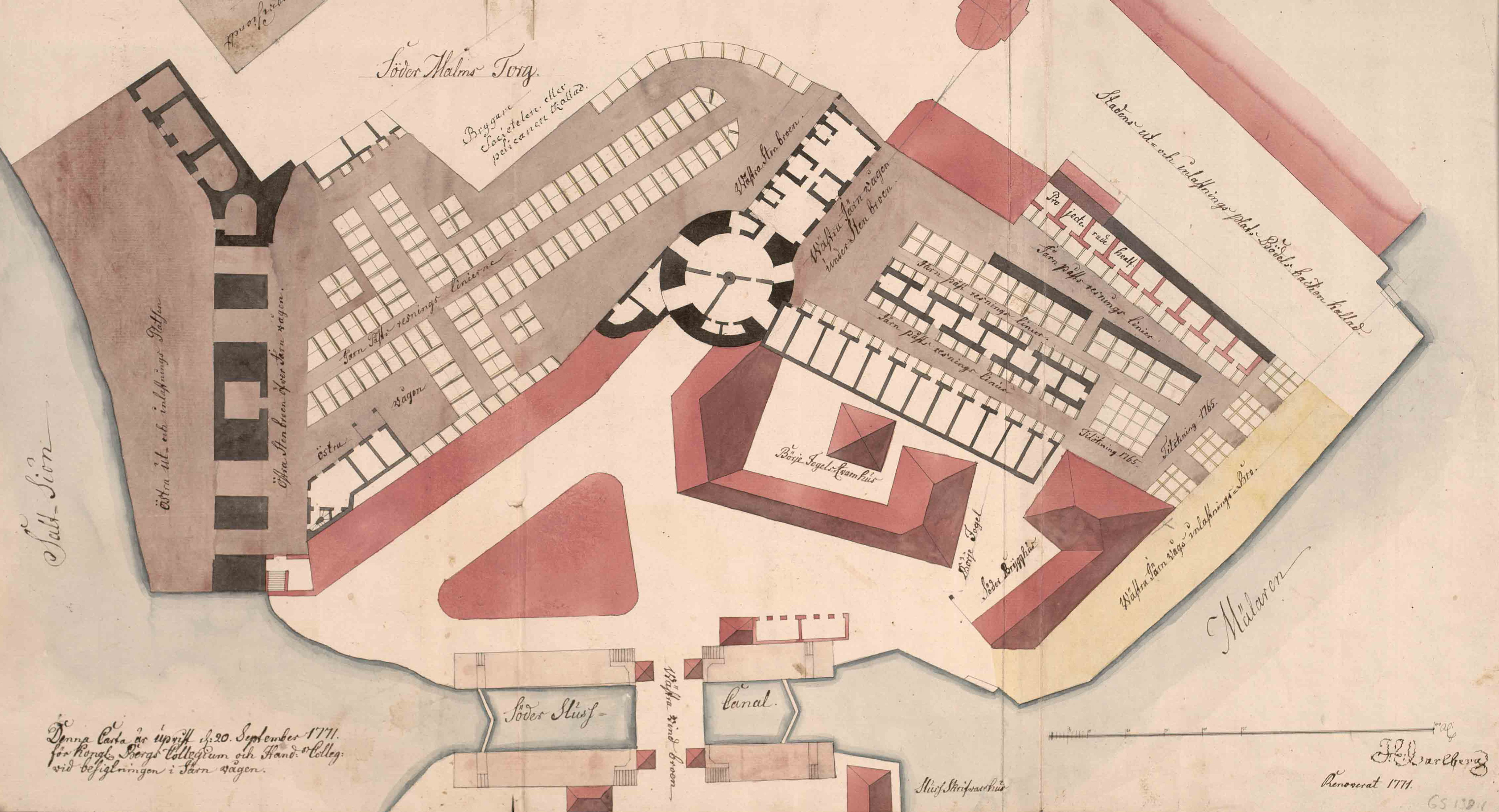
Järngraven på Johan Eberhard Carlberg situationsplan från 1771. (Norr är nedåt).

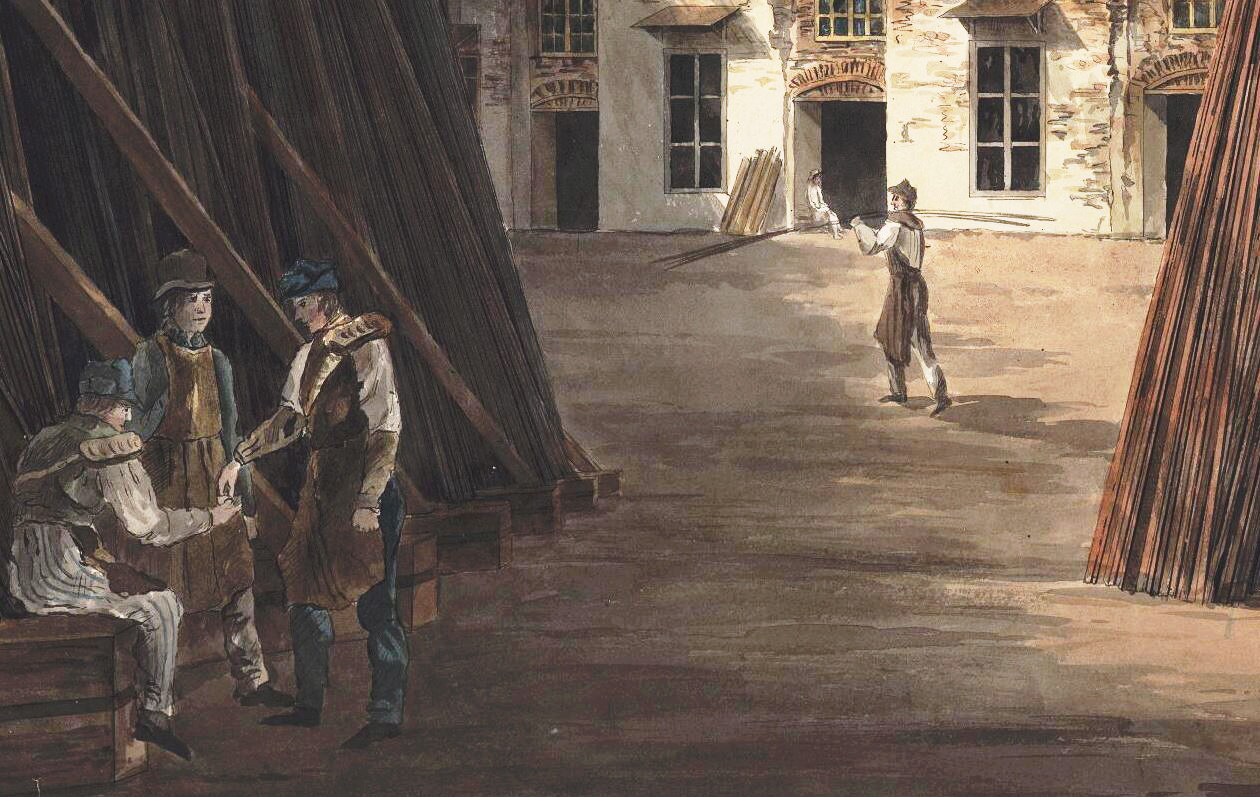
Järnbärare i Järngraven J.F. Julin 1820-tal (del av större verk).

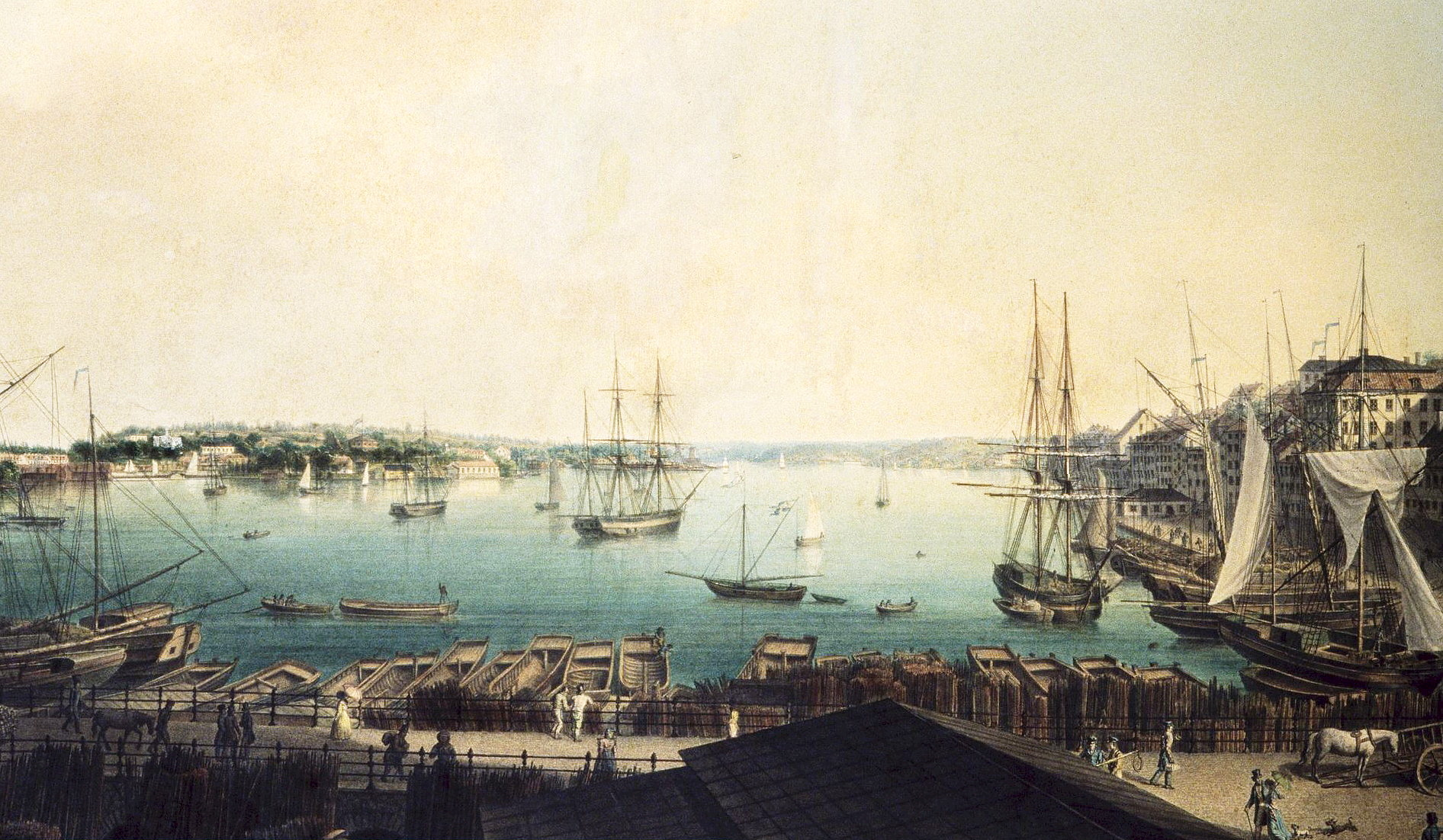
Utsikt från Slussen med järnvågen mot Saltsjön, Johan Fredrik Julin, 1840-tal.

I och med slussens tillkomst uppstod här på kort tid en viktig handelsplats. År 1662 flyttades järnhanteringen och Stockholms järnvåg från Järntorget i Gamla stan till Järngraven vid Södermalmstorg. Det närbelägna och nybyggda Södra stadshuset var ämnad som generalfaktorikontor, ett huvudkontor för internationell handel. Under mer än 200 år skulle den svenska järnexporten ske via denna plats. 
På en samtida illustration upprättad av Lorenzo Magalotti 1674 framgår att området var befäst med tio kanoner, som stod utplacerade på vallen. På Järngraven syns intensiv verksamhet med hantering av stångjärn som transporteras av så kallade järnbärare från Mälarsidan till Saltsjösidan för att kontrolleras och vägas. Till Mälarsidan anlände järnprodukterna med skuta från Bergslagens talrika hyttor. Varje järnbärare bar fem stångjärn på axeln, de vägde tillsammans drygt 40 kilo.
Järnbärarna indelades i ordinarie och extra ordinarie bärare. De kallades ursprungligen järndragare (efter tyska Träger). Eftersom arbetet vid vågarna var säsongsbetonad (under vintern var de sysslolösa) fick de även utföra andra arbeten som biträda vid eldsvådor, att tjänstgöra som extra polisbetjänter vid högtidligare tillfällen och i orostider eller att bära lik. Järnbärarämbetet i Stockholm var ett eget skrå som existerade mellan 1663 och 1872. Några järnbärare i arbete i "Järngraven och passagen till Södermalm" skildras i en teckning av Alexander Wetterling 1826.
Stadsarkitekten Johan Eberhard Carlberg redovisade en mycket detaljerad situationsplan över området cirka 100 år senare. Då hade Drottning Kristinas sluss från 1642 blivit ersatt av Christopher Polhems sluss (invigd 1755). Carlbergs ritning är daterad 1771 och bär texten: Denna Carta är upritt d: 20. September 1771. För Kongl. Bergs Collegium och Hand: Colleg: wid besigtningen i Järn wågen. På situationsplanen syns alla de fack, ”Järnresnings linier”, där stångjärnsknippen ställdes upp. Tidvis fanns här världens största järnupplag.
Det fanns två järnvågar, en östlig och en västlig. Administrativt lydde järnvågen under Handelskollegiet fram till 1814, därefter under Drätselkommissionen (senare Drätselnämnden) fram till 1885. Vid järnvågen vägdes och kontrollerades järnet för att sedan exporteras till hela världen. Mitt emellan avgränsas östra från västra Järngraven av det gamla stadstornet och en stenbro. Under stenbron låg västra järnvågen, här emottogs "ankommande gods". På Carlbergs ritning är försvarsvallen inte längre kvar, den ”bortfördes” 1698.
Området behövde inte längre skyddas av kanoner sedan Stockholms inre försvarslinje flyttats längre österut till Danviks skans och söderut till Söder skans. År 1865 flyttades järnvågen och därmed hela järnhanteringen från Järngraven till Djurgårdsvarvet. Då hade den tredje slussen i ordningen funnits på denna plats, Nils Ericsons sluss från 1850. Verksamheten upphörde helt år 1885.

## Kvarters- och gatunamn
Även om exporten av järnprodukter från Bergslagen upphörde på Järngraven 1865 fanns kvartersbeteckningar som Järngraven Övra och Järngraven Nedra ännu kvar på Stockholmskartor från 1930-talet och försvann först med slussenbygget 1931-1935. Då revs byggnaderna i kvarteren Järngraven Nedra, marken höjdes och den gamla Brunnsbacken integrerades i Södermalmstorg. Järngraven Övra som låg mellan Sjöbergsplan och Södermalmstorg fanns kvar till 1954.
Den öst-västliga gatuförbindelsen i trafikplatsen mellan Stadsgården och Söder Mälarstrand fick 1935 heta Norra och Södra Järngraven. Det numera nedlagda "Slussengaraget" hade sin infart från Norra Järngraven och Slussens bussterminal från 1971 ligger i anslutning söder om Södra Järngraven. 
Söder om Sjöbergsplan fanns kvarteret Järnbäraren som avsåg tomten för Slussens bensinstation (numera borta). Det yttre porttornet Södre Torn (se Söderport) lever vidare i fastighetsbeteckningen Södre Torn 1 beläget ungefär på samma plats där tornet en gång stått, mitt i slussenkarusellen. Där uppfördes Kolingsborg 1953–1954 för Stockholms Hamnarbetarkontor, efter ritningar av Arthur von Schmalensee.

## Nutida bilder från Norra och Södra Järngraven

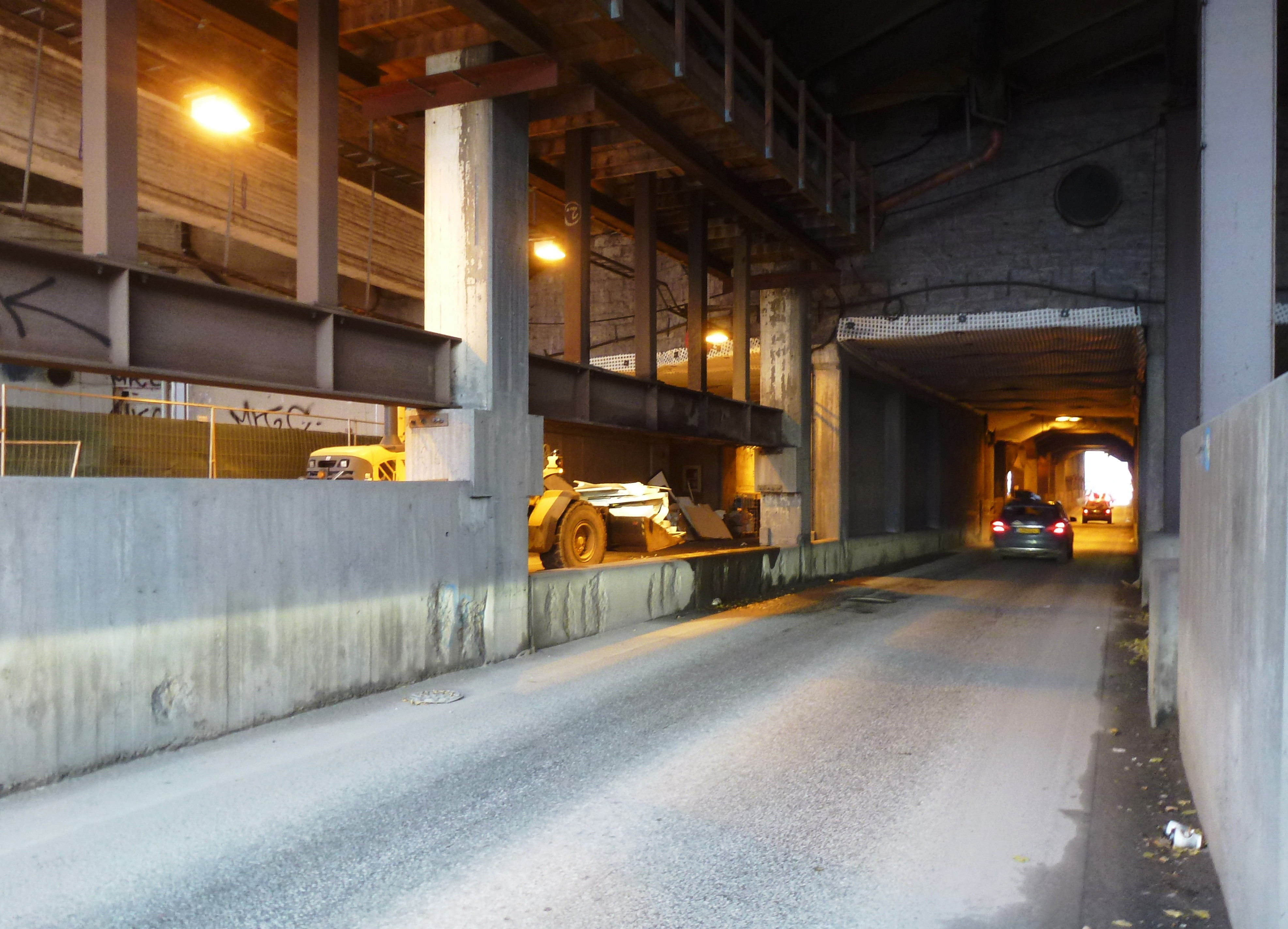
Södra Järngraven, vy mot ost
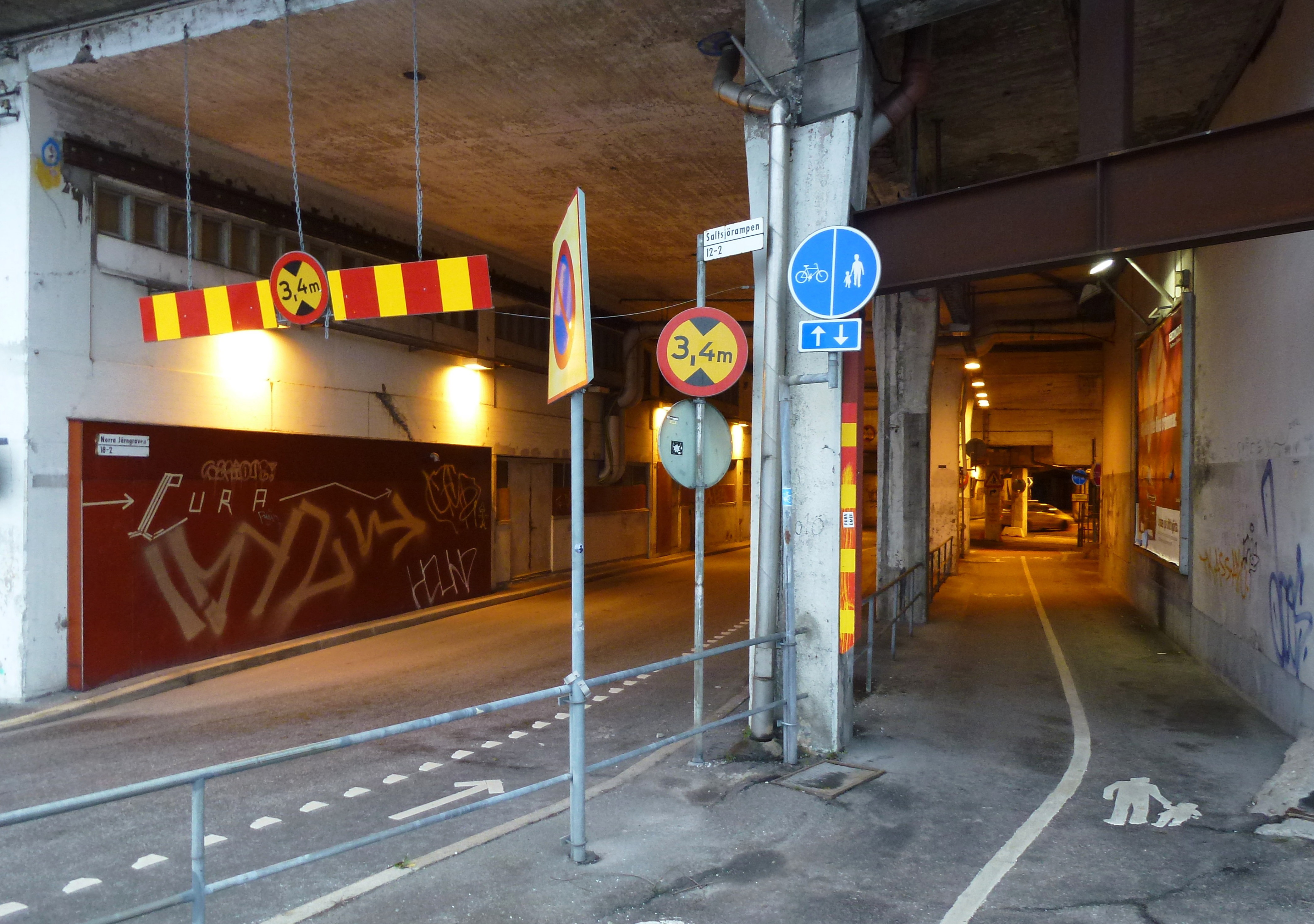
Norra Järngraven, vy mot väst
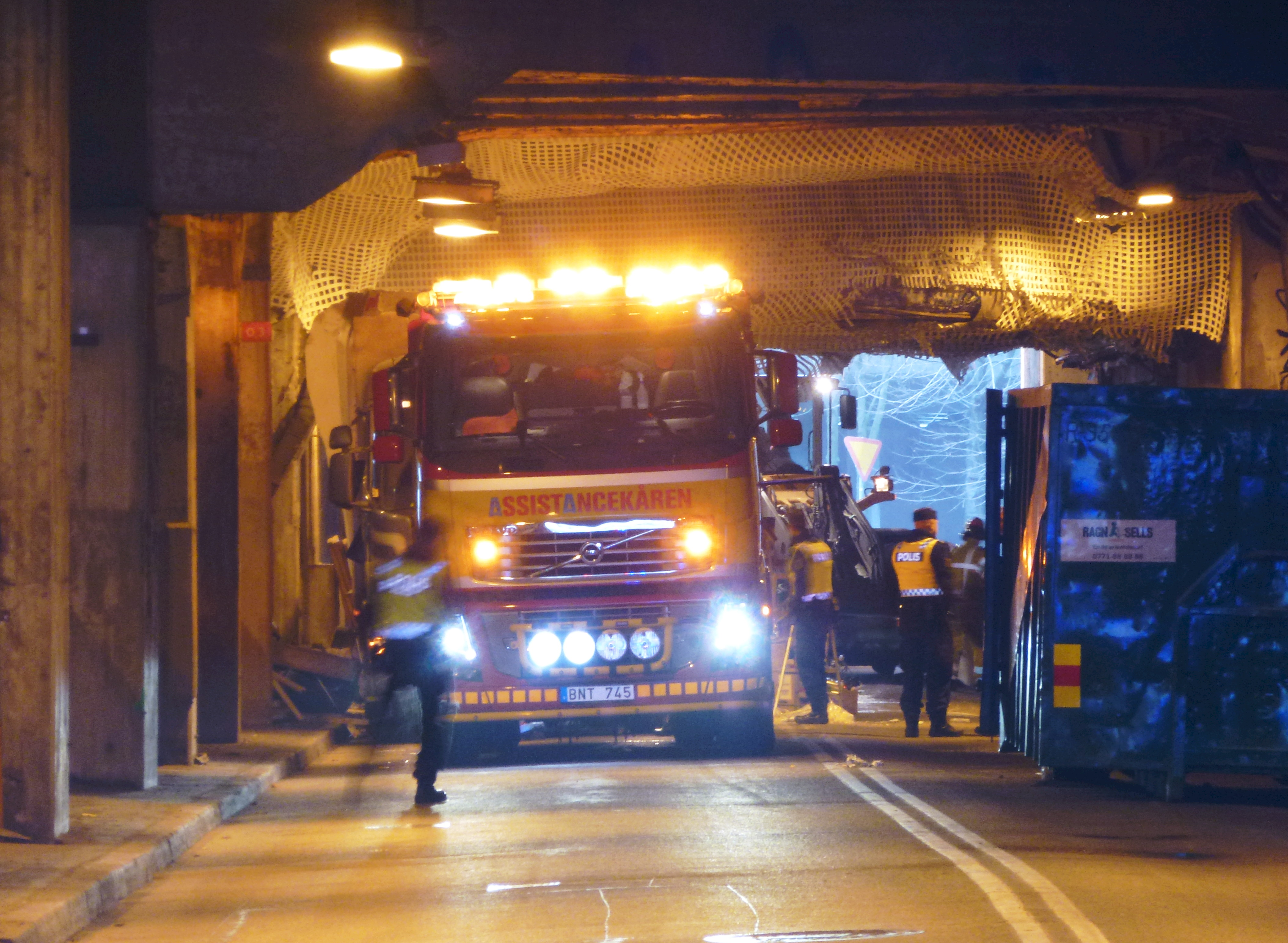
En lastbil har fastnat i Norra Järngraven
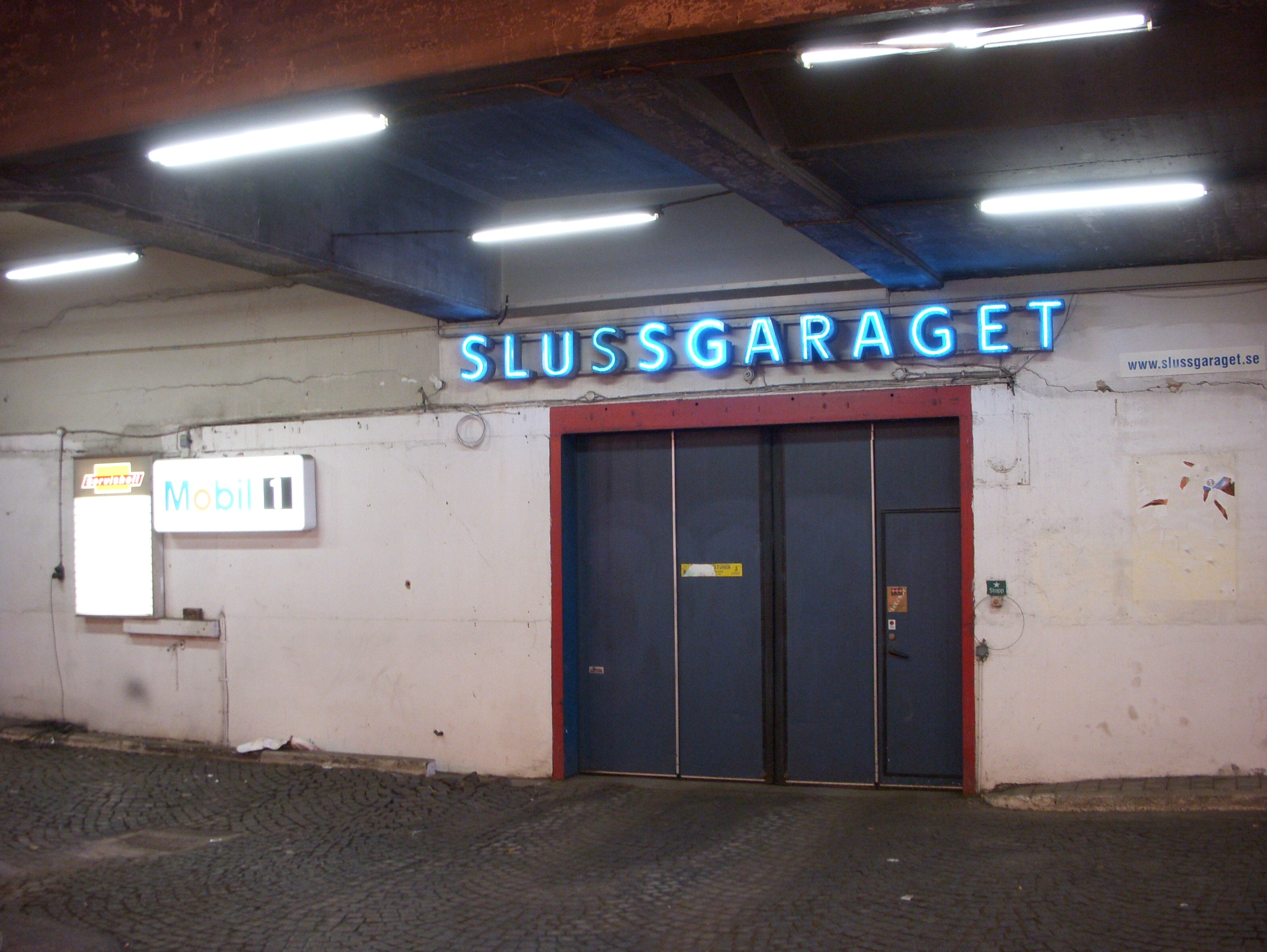
Slussengaragets infart från Norra Järngraven, 2009
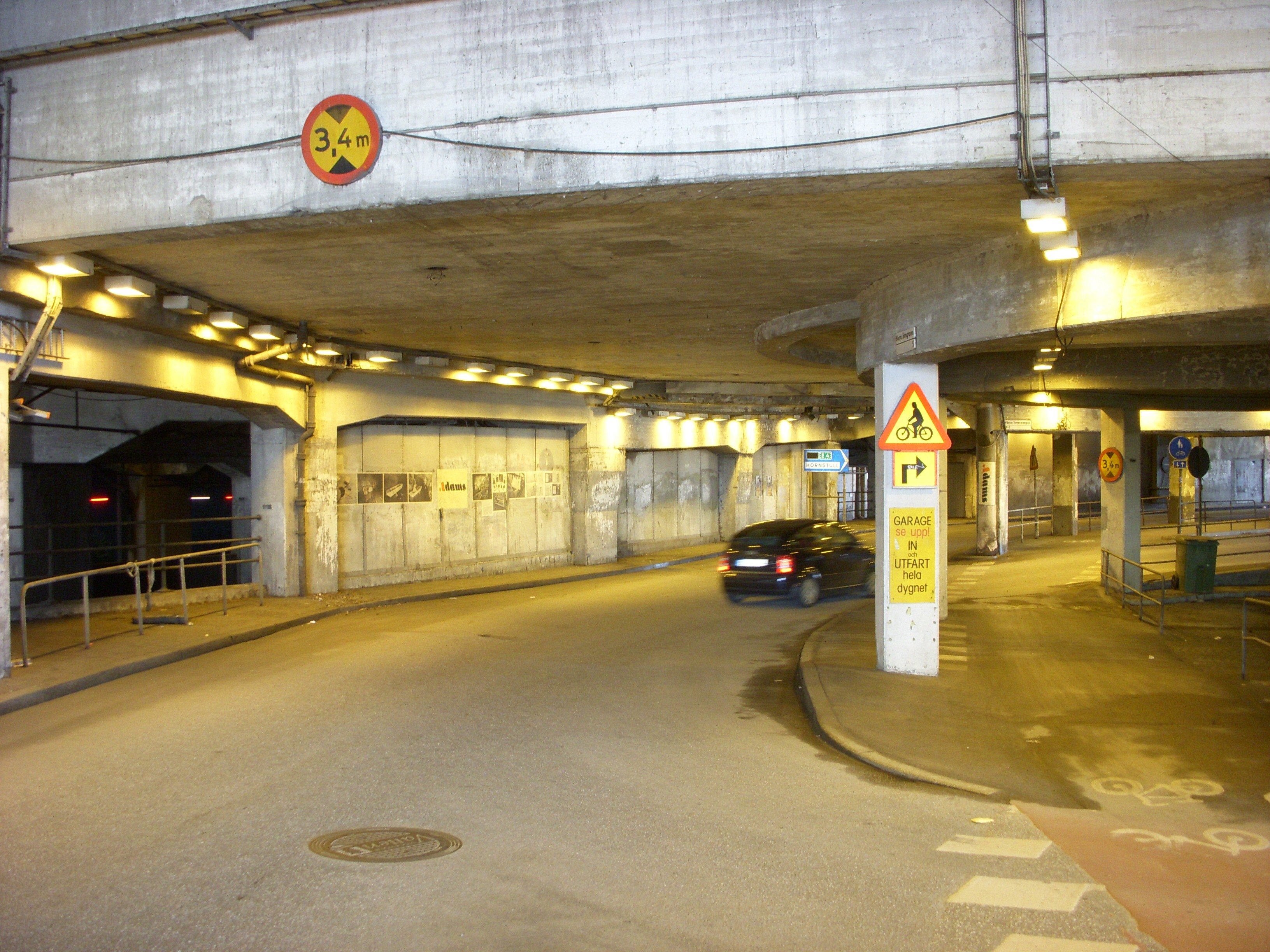
Avfart mot Hornstull